# ピアノソナタ第52番 (ハイドン)

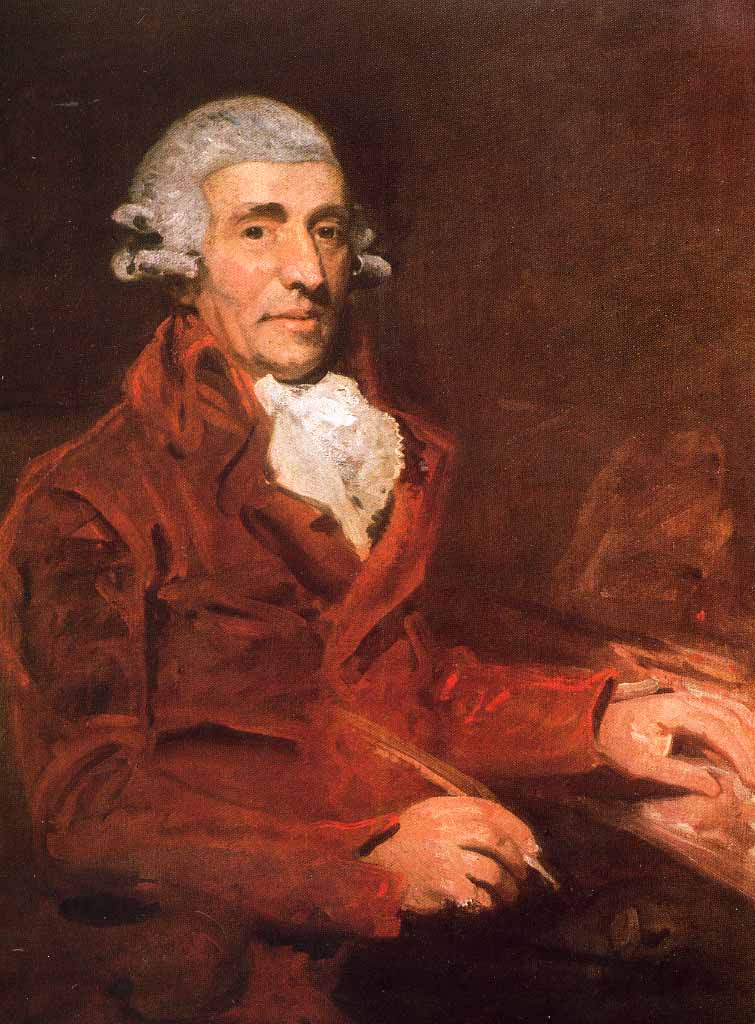
ハイドン（1791年、ジョン・ホプナー画）

ピアノソナタ第52番 変ホ長調 作品92, Hob. XVI:52 は、フランツ・ヨーゼフ・ハイドンが1794年に作曲したピアノソナタであり、最後のピアノソナタである。ランドン版では第62番となっている。

## 概要
本作品はイギリス・ソナタ（第50番、第51番、本作）の3曲目で、出版年は1798年である。イギリス・ソナタは、1794年から1795年のロンドン旅行の時に書かれたという定説になっているが、本当にこの時期に書かれたのかをはっきり証明できる資料が無い。この曲の自筆譜には、当時の人気女流ピアニストでクレメンティの弟子、テレーゼ・ジャンセン・バルトロッツィへの献辞が書かれており、ジャンセンに献呈されたとされている。作曲当時は、楽団が解散され、ハイドンは年金生活を送り、自由に創作活動をしていた時期である。

## 曲の構成
全3楽章、演奏時間は約18分半。ハイドンのピアノソナタの中でも技術的に難易度が高く、華やかである。さらに、ディナーミクが楽章全体を通して目まぐるしく変化するところや、主題の展開よりも主題そのものに重きを置いているところが特徴的である。
- 第1楽章 アレグロ
変ホ長調、4分の4拍子、ソナタ形式。

躍動感に溢れ[2]、華やかな第1楽章である。 の堂々とした和音で始まり、その後、 のエコーに発展する。
この後は  、 を繰り返しながら発展し、雰囲気が一変して変ロ長調の軽やかな第2主題が提示され、さらに優しい雰囲気のコデッタに突入する。展開部の導入ではフェルマータが付されていて、ベートーヴェンのソナタを思わせる[1]。展開部は第2主題のメロディを中心に発展し、ニ短調、ト短調、ホ長調まで転調する。

- 第2楽章 アダージョ
ホ長調、4分の3拍子、三部形式。

第1楽章よりも半音高い調である。上記の譜例のように、静かな中で劇的な効果があるのが特徴である[2]。
中間部は同主調のホ短調。全体的にゆったりとしているが、装飾音や音階、同音連打などがあり変化に富んでいる[3]。

- 第3楽章 プレスト
変ホ長調、4分の2拍子、ロンド形式。

第1楽章と同じ変ホ長調。華やかでスピード感に溢れている[2]。ト音を5回反復して開始する。またフェルマータによる一時停止が多く見られるところや、クレッシェンドおよびディミヌエンドが一つも記されておらず、ディナーミクの変化が急激なところが特徴的である。